# 조선의 왕비 목록
조선의 왕비와 대한제국의 황후(朝鮮의 王妃와 大韓帝國의 皇后)는 조선 시대 국왕이나 대한제국 황제의 정실 부인(正宮)으로서 중궁(中宮)의 자리에 있던 사람을 말한다. 흔히 중전(中殿, 중궁전의 준말)이라고 하며 이외에도 국모(國母), 내전(內殿), 곤전(坤殿), 곤위(壼位), 곤극(壼極), 성녀(聖女) 등의 여러 이칭이 있다.
왕비의 자리에 오르는 것에는 여러 가지 경우가 있었는데, 일반적으로는 국가에서 금혼령(禁婚令)을 내리고 간택 절차를 거쳐 세자빈에 책봉되면 훗날 세자인 남편이 왕위에 올라 자신도 왕비가 되는 것이었다. 그러나 상황에 따라 세자빈을 거치지 않고 곧바로 왕비로 책봉된 이도 있었고, 정치적인 이유에 의해 왕자의 부인이었던 이가 남편이 왕위에 오름에 따라 자연스럽게 왕비가 된 경우가 있었다. 그 밖에도 원래의 왕비가 쫓겨나거나 사망하여 후궁이 왕비에 책봉된 예도 있다. 신분상으로는 숙종의 왕비였던 희빈 장씨를 제외하고는 모두 양반가의 출신이다. 
왕비의 존칭은 왕과 동등하게 전하(殿下)이며, 품계는 없다. 침전은 경복궁의 경우 교태전(交泰殿), 창덕궁의 경우 대조전(大造殿)이다.
1894년(고종 31년) 갑오개혁 때 청나라에 대한 사대의 예를 폐지하고 왕실의 의례를 독립국의 격으로 격상하면서 왕비와 대비를 각각 왕후와 왕태후로 격상하고 그 존칭은 폐하(陛下)라 하였다. 이어 1897년(고종 34년, 광무 원년) 대한제국이 성립되면서 대군주가 황제로 격상되자 왕후 역시 황후로 격상되었다. 그리고 1899년(고종 36년, 광무 3년)에 태조와 장조, 정조가, 1908년에 진종, 헌종, 철종 등의 왕들이 황제로 추존되면서 그 왕비들에게도 황후의 시호가 올려졌다.

## 역대 왕비
다음은 조선시대의 역대 왕비를 나열한 것이다.
| 대수   | 제왕             | 시호                    | 정식 시호 | 별칭                                                                                | 본관         | 재위기간(음력/양력)                       | 재위기간(음력/양력)                | 능                    |
| ------ | ---------------- | ----------------------- | --- | ----------------------------------------------------------------------------------- | ------------ | ----------------------------------------- | ---------------------------------- | --------------------- |
| (추존) | 목조(穆祖)       | 효공왕후 (孝恭王后)     | 효공왕후 (孝恭王后) | 효비(孝妃)                                                                          | 평창 이씨    | (추존)                                    | (추존)                             | 안릉(安陵)            |
| (추존) | 익조(翼祖)       | 정숙왕후 (貞淑王后)     | 정숙왕후 (貞淑王后) | 정비(貞妃)                                                                          | 등주 최씨    | (추존)                                    | (추존)                             | 숙릉(淑陵)            |
| (추존) | 도조(度祖)       | 경순왕후 (敬順王后)     | 경순왕후 (敬順王后) | 경비(敬妃)                                                                          | 문주 박씨    | (추존)                                    | (추존)                             | 순릉(純陵)            |
| (추존) | 환조(桓祖)       | 의혜왕후 (懿惠王后)     | 의혜왕후 (懿惠王后) | 의비(懿妃)                                                                          | 영흥 최씨    | (추존)                                    | (추존)                             | 화릉(和陵)            |
| 1      | 태조(太祖)       | 신의왕후 (神懿王后)     | 승인순성신의왕후 (承仁順聖神懿王后) | 절비(節妃)                                                                          | 안변 한씨    | (추존)                                    | (추존)                             | 제릉(齊陵)            |
| 1      | 태조(太祖)       | 신의고황후 (神懿高皇后) | 승인순성신의고황후 (承仁順聖神懿高皇后) | 절비(節妃)                                                                          | 안변 한씨    | (추존)                                    | (추존)                             | 제릉(齊陵)            |
| 1      | 태조(太祖)       | 신덕왕후 (神德王后)     | 순원현경신덕왕후 (順元顯敬神德王后) | 현비(顯妃)                                                                          | 곡산 강씨    | 1392년 8월 7일 (8월 25일) <현비>          | 1396년 8월 13일 (9월 15일)         | 정릉(貞陵)            |
| 1      | 태조(太祖)       | 신덕고황후 (神德高皇后) | 순원현경신덕고황후 (順元顯敬神德高皇后) | 현비(顯妃)                                                                          | 곡산 강씨    | 1392년 8월 7일 (8월 25일) <현비>          | 1396년 8월 13일 (9월 15일)         | 정릉(貞陵)            |
| 2      | 정종(定宗)       | 정안왕후 (定安王后)     | 온명장의정안왕후 (溫明莊懿定安王后) | 덕빈(德嬪) 덕비(德妃) 순덕왕태비(順德王太妃)                                        | 경주 김씨    | 1398년 9월 5일 (10월 14일) <덕비>         | 1400년 12월 1일 (12월 16일)        | 후릉(厚陵)            |
| 3      | 태종(太宗)       | 원경왕후 (元敬王后)     | 창덕소열원경왕후 (彰德昭烈元敬王后) | 정녕옹주(靖寧翁主) 정빈(貞嬪) 정비(靜妃) 후덕왕태비(厚德王太妃)                     | 여흥 민씨    | 1401년 1월 10일 (1월 24일) <정비>         | 1418년 8월 11일 (9월 10일)         | 헌릉(獻陵)            |
| 4      | 세종(世宗)       | 소헌왕후 (昭憲王后)     | 선인제성소헌왕후 (宣仁齊聖昭憲王后) | 경숙옹주(敬淑翁主) 경빈(敬嬪) 공비(恭妃)                                            | 청송 심씨    | 1418년 8월 11일 (9월 10일) <공비>         | 1432년 5월 11일 (6월 8일)          | 영릉(英陵)            |
| 4      | 세종(世宗)       | 소헌왕후 (昭憲王后)     | 선인제성소헌왕후 (宣仁齊聖昭憲王后) | 경숙옹주(敬淑翁主) 경빈(敬嬪) 공비(恭妃)                                            | 청송 심씨    | 1432년 5월 11일 (6월 8일) <조선왕비>      | 1446년 3월 24일 (4월 19일)         | 영릉(英陵)            |
| 5      | 문종(文宗)       | 현덕왕후 (顯德王后)     | 인효순혜현덕왕후 (仁孝順惠顯德王后) | 현덕빈(顯德嬪)                                                                      | 안동 권씨    | (추존)                                    | (추존)                             | 현릉(顯陵)            |
| 6      | 단종(端宗)       | 정순왕후 (定順王后)     | 의덕단량제경정순왕후 (懿德端良齊敬定順王后) | 의덕왕대비(懿德王大妃)                                                              | 여산 송씨    | 1454년 1월 25일 (2월 22일)                | 1455년 윤 7월 11일 (8월 23일)      | 사릉(思陵)            |
| 7      | 세조(世祖)       | 정희왕후 (貞熹王后)     | 자성흠인경덕선열명순휘의 원숙신혜신헌정희왕후 (慈聖欽仁景德宣烈明順徽懿 元淑愼惠神憲貞熹王后) | 낙랑부대부인(樂浪府大夫人) 자성왕대비(慈聖王大妃) 자성대왕대비(慈聖大王大妃)        | 파평 윤씨    | 1455년 윤 7월 20일 (9월 1일)              | 1468년 9월 8일 (9월 23일)          | 광릉(光陵)            |
| (추존) | 덕종(德宗)       | 소혜왕후 (昭惠王后)     | 인수자숙휘숙명의소혜왕후 (仁粹慈淑徽肅明懿昭惠王后) | 수빈(粹嬪) 인수왕비(仁粹王妃) 인수왕대비(仁粹王大妃) 인수대왕대비(仁粹大王大妃)     | 청주 한씨    | (추존)                                    | (추존)                             | 경릉(敬陵)            |
| 8      | 예종(睿宗)       | 장순왕후 (章順王后)     | 휘인소덕장순왕후 (徽仁昭德章順王后) | 장순빈(章順嬪)                                                                      | 청주 한씨    | (추존)                                    | (추존)                             | 공릉(恭陵)            |
| 8      | 예종(睿宗)       | 안순왕후 (安順王后)     | 인혜명의소휘제숙안순왕후 (仁惠明懿昭徽齊淑安順王后) | 인혜왕대비(仁惠王大妃) 명의대왕대비(明懿大王大妃)                                   | 청주 한씨    | 1468년 9월 8일 (9월 23일)                 | 1469년 11월 28일 (12월 31일)       | 창릉(昌陵)            |
| 9      | 성종(成宗)       | 공혜왕후 (恭惠王后)     | 휘의신숙공혜왕후 (徽懿愼肅恭惠王后) | 천안군부인(天安郡夫人)                                                              | 청주 한씨    | 1471년 1월 19일 (2월 8일)                 | 1474년 4월 15일 (4월 30일)         | 순릉(順陵)            |
| 9      | 성종(成宗)       | 제헌왕후 (齊獻王后)     | 제헌왕후 (齊獻王后) | 폐비 윤씨(廢妃 尹氏)                                                                | 함안 윤씨    | 1476년 8월 9일 (8월 27일)                 | 1479년 6월 2일 (6월 21일)          | 회릉(懷陵)            |
| 9      | 성종(成宗)       | 정현왕후 (貞顯王后)     | 자순화혜소의흠숙정현왕후 (慈順和惠昭懿欽淑貞顯王后) | 자순왕대비(慈順王大妃)                                                              | 파평 윤씨    | 1480년 11월 8일 (12월 9일)                | 1494년 12월 29일 (1495년 1월 25일) | 선릉(宣陵)            |
| 10     | - 연산군(燕山君) | -                       | - | 폐비 신씨(廢妃 愼氏) 거창군부인(居昌郡夫人)                                         | 거창 신씨    | 1494년 12월 29일 (1495년 1월 25일)        | 1506년 9월 2일 (9월 18일)          | - 연산군묘 (燕山君墓) |
| 11     | 중종(中宗)       | 단경왕후 (端敬王后)     | 공소순열단경왕후 (恭昭順烈端敬王后) | 폐비 신씨(廢妃 愼氏)                                                                | 거창 신씨    | 1506년 9월 2일 (9월 18일)                 | 1506년 9월 9일 (9월 25일)          | 온릉(溫陵)            |
| 11     | 중종(中宗)       | 장경왕후 (章敬王后)     | 숙신명혜선소의숙장경왕후 (淑愼明惠宣昭懿淑章敬王后) |                                                                                     | 파평 윤씨    | 1507년 8월 4일 (9월 10일)                 | 1515년 3월 2일 (3월 16일)          | 희릉(禧陵)            |
| 11     | 중종(中宗)       | 문정왕후 (文定王后)     | 성렬인명문정왕후 (聖烈仁明文定王后) | 성렬왕대비(聖烈王大妃) 성렬대왕대비(聖烈大王大妃)                                   | 파평 윤씨    | 1517년 7월 20일 (8월 7일)                 | 1544년 11월 20일 (12월 4일)        | 태릉(泰陵)            |
| 12     | 인종(仁宗)       | 인성왕후 (仁聖王后)     | 효순공의인성왕후 (孝順恭懿仁聖王后) | 공의왕대비(恭懿王大妃)                                                              | 반남 박씨    | 1544년 11월 20일 (12월 4일)               | 1545년 7월 6일 (8월 12일)          | 효릉(孝陵)            |
| 13     | 명종(明宗)       | 인순왕후 (仁順王后)     | 선렬의성인순왕후 (宣烈懿聖仁順王后) | 의성왕대비(懿聖王大妃)                                                              | 청송 심씨    | 1545년 7월 6일 (8월 12일)                 | 1567년 7월 3일 (8월 7일)           | 강릉(康陵)            |
| 14     | 선조(宣祖)       | 의인왕후 (懿仁王后)     | 장성휘열의인왕후 (章聖徽烈懿仁王后) |                                                                                     | 반남 박씨    | 1569년 11월 1일 (12월 8일)                | 1600년 6월 27일 (8월 5일)          | 목릉(穆陵)            |
| 14     | 선조(宣祖)       | 의인왕후 (懿仁王后)     | 장성휘열정헌경목의인왕후 (章聖徽烈貞憲敬穆懿仁王后) |                                                                                     | 반남 박씨    | 1569년 11월 1일 (12월 8일)                | 1600년 6월 27일 (8월 5일)          | 목릉(穆陵)            |
| 14     | 선조(宣祖)       | 인목왕후 (仁穆王后)     | 소성정의명렬인목왕후 (昭聖貞懿明烈仁穆王后) | 소성왕대비(昭聖王大妃) 명렬대왕대비(明烈大王大妃)                                   | 연안 김씨    | 1602년 7월 3일 (8월 19일)                 | 1608년 4월 22일 (6월 4일)          | 목릉(穆陵)            |
| 14     | 선조(宣祖)       | 인목왕후 (仁穆王后)     | 소성정의명렬광숙장정정숙 인목왕후 (昭聖貞懿明烈光淑莊定正肅 仁穆王后) | 소성왕대비(昭聖王大妃) 명렬대왕대비(明烈大王大妃)                                   | 연안 김씨    | 1602년 7월 3일 (8월 19일)                 | 1608년 4월 22일 (6월 4일)          | 목릉(穆陵)            |
| 14     | 선조(宣祖)       | 공성왕후 (恭聖王后)     | 자숙단인공성왕후 (慈淑端仁恭聖王后) | 공빈 김씨(恭嬪 金氏)                                                                | 김해 김씨    | (추존)                                    | (추존)                             | 성릉(成陵)            |
| 15     | - 광해군(光海君) | -                       | - | 폐비 유씨(廢妃 柳氏) 문성군부인(文城郡夫人)                                         | 문화 유씨    | 1608년 4월 22일 (6월 4일)                 | 1623년 3월 14일 (4월 13일)         | - 광해군묘 (光海君墓) |
| (추존) | 원종(元宗)       | 인헌왕후 (仁獻王后)     | 경의정정인헌왕후 (敬毅貞靖仁獻王后) | 연주군부인(連珠郡夫人) 연주부부인(連珠府夫人)                                       | 능성 구씨    | (추존)                                    | (추존)                             | 장릉(章陵)            |
| 16     | 인조(仁祖)       | 인렬왕후 (仁烈王后)     | 정유명덕정순인렬왕후 (正裕明德貞順仁烈王后) | 청성현부인(淸城縣夫人)                                                              | 청주 한씨    | 1623년 3월 14일 (4월 13일)                | 1635년 12월 9일 (1636년 1월 16일)  | 장릉(長陵)            |
| 16     | 인조(仁祖)       | 장렬왕후 (莊烈王后)     | 자의공신휘헌강인숙목 장렬왕후 (慈懿恭愼徽獻康仁淑穆 莊烈王后) | 자의왕대비(慈懿王大妃) 자의공신대왕대비(慈懿恭愼大王大妃)                           | 양주 조씨    | 1638년 12월 4일 (1639년 1월 7일)          | 1649년 5월 13일 (6월 22일)         | 휘릉(徽陵)            |
| 16     | 인조(仁祖)       | 장렬왕후 (莊烈王后)     | 자의공신휘헌강인숙목 정숙온혜장렬왕후 (慈懿恭愼徽獻康仁淑穆 貞肅溫惠莊烈王后) | 자의왕대비(慈懿王大妃) 자의공신대왕대비(慈懿恭愼大王大妃)                           | 양주 조씨    | 1638년 12월 4일 (1639년 1월 7일)          | 1649년 5월 13일 (6월 22일)         | 휘릉(徽陵)            |
| 17     | 효종(孝宗)       | 인선왕후 (仁宣王后)     | 효숙경렬명헌인선왕후 (孝肅敬烈明獻仁宣王后) | 풍안부부인(豊安府夫人) 효숙왕대비(孝肅王大妃)                                       | 덕수 장씨    | 1649년 5월 13일 (6월 22일)                | 1659년 5월 9일 (6월 28일)          | 영릉(寧陵)            |
| 18     | 현종(顯宗)       | 명성왕후 (明聖王后)     | 현렬희인정헌문덕명성왕후 (顯烈禧仁貞獻文德明聖王后) | 현렬왕대비(顯烈王大妃)                                                              | 청풍 김씨    | 1659년 5월 9일 (6월 28일)                 | 1674년 8월 23일 (9월 22일)         | 숭릉(崇陵)            |
| 19     | 숙종(肅宗)       | 인경왕후 (仁敬王后)     | 혜성순의인경왕후 (惠聖純懿仁敬王后) |                                                                                     | 광산 김씨    | 1674년 8월 23일 (9월 22일)                | 1680년 10월 26일 (12월 16일)       | 익릉(翼陵)            |
| 19     | 숙종(肅宗)       | 인경왕후 (仁敬王后)     | 광렬효장명현선목혜성순의 인경왕후 (光烈孝莊明顯宣穆惠聖純懿 仁敬王后) |                                                                                     | 광산 김씨    | 1674년 8월 23일 (9월 22일)                | 1680년 10월 26일 (12월 16일)       | 익릉(翼陵)            |
| 19     | 숙종(肅宗)       | 인현왕후 (仁顯王后)     | 의열정목인현왕후 (懿烈貞穆仁顯王后) |                                                                                     | 여흥 민씨    | 1681년 5월 14일 (6월 29일)                | 1689년 5월 2일 (6월 18일)          | 명릉(明陵)            |
| 19     | 숙종(肅宗)       | 인현왕후 (仁顯王后)     | 효경숙성장순원화의열정목 인현왕후 (孝敬淑聖莊純元化懿烈貞穆 仁顯王后) | 1694년 6월 1일 (7월 22일) <복위>                                                    | 여흥 민씨    | 1701년 8월 14일 (9월 16일)                |                                    | 명릉(明陵)            |
| 19     | 숙종(肅宗)       | -                       | - | 희빈 장씨(禧嬪 張氏) 옥산부대빈(玉山府大嬪)                                         | 인동 장씨    | 1689년 5월 6일 (6월 22일)                 | 1694년 4월 12일 (5월 5일)          | 대빈묘 (大嬪墓)       |
| 19     | 숙종(肅宗)       | 인원왕후 (仁元王后)     | 혜순정의장목인원왕후 (惠順定懿章穆仁元王后) | 혜순왕대비(惠順王大妃) 혜순자경대왕대비(惠順慈敬大王大妃)                           | 경주 김씨    | 1702년 10월 3일 (11월 21일)               | 1720년 6월 15일 (7월 19일)         | 명릉(明陵)            |
| 19     | 숙종(肅宗)       | 인원왕후 (仁元王后)     | 혜순자경헌렬광선현익강성 정덕수창영복융화휘정정운 정의장목인원왕후 (惠順慈敬獻烈光宣顯翼康聖 貞德壽昌永福隆化徽靖正運 定懿章穆仁元王后) | 혜순왕대비(惠順王大妃) 혜순자경대왕대비(惠順慈敬大王大妃)                           | 경주 김씨    | 1702년 10월 3일 (11월 21일)               | 1720년 6월 15일 (7월 19일)         | 명릉(明陵)            |
| 20     | 경종(景宗)       | 단의왕후 (端懿王后)     | 공효정목단의왕후 (恭孝定穆端懿王后) | 단의빈(端懿嬪)                                                                      | 청송 심씨    | (추존)                                    | (추존)                             | 혜릉(惠陵)            |
| 20     | 경종(景宗)       | 선의왕후 (宣懿王后)     | 경순효인혜목선의왕후 (敬純孝仁惠睦宣懿王后) | 경순왕대비(敬純王大妃)                                                              | 함종 어씨    | 1720년 6월 15일 (7월 19일)                | 1724년 8월 30일 (10월 16일)        | 의릉(懿陵)            |
| 21     | 영조(英祖)       | 정성왕후 (貞聖王后)     | 혜경장신강선공익인휘소헌 정성왕후 (惠敬莊愼康宣恭翼仁徽昭獻 貞聖王后) | 달성군부인(達城郡夫人)                                                              | 달성 서씨    | 1724년 8월 30일 (10월 16일)               | 1757년 2월 15일 (4월 3일)          | 홍릉(弘陵)            |
| 21     | 영조(英祖)       | 정성왕후 (貞聖王后)     | 혜경장신강선공익인휘소헌 원렬단목장화정성왕후 (惠敬莊愼康宣恭翼仁徽昭獻 元烈端穆章和貞聖王后) | 달성군부인(達城郡夫人)                                                              | 달성 서씨    | 1724년 8월 30일 (10월 16일)               | 1757년 2월 15일 (4월 3일)          | 홍릉(弘陵)            |
| 21     | 영조(英祖)       | 정순왕후 (貞純王后)     | 예순성철명선융인정순왕후 (睿順聖哲明宣隆仁貞純王后) | 예순왕대비(睿順王大妃) 예순성철대왕대비(睿順聖哲大王大妃)                           | 경주 김씨    | 1759년 6월 20일 (7월 14일)                | 1776년 3월 10일 (4월 27일)         | 원릉(元陵)            |
| 21     | 영조(英祖)       | 정순왕후 (貞純王后)     | 예순성철장희혜휘익렬명선 수경광헌융인정현소숙정헌 정순왕후 (睿順聖哲莊僖惠徽翼烈明宣 綏敬光獻隆仁正顯昭肅靖憲 貞純王后) | 예순왕대비(睿順王大妃) 예순성철대왕대비(睿順聖哲大王大妃)                           | 경주 김씨    | 1759년 6월 20일 (7월 14일)                | 1776년 3월 10일 (4월 27일)         | 원릉(元陵)            |
| (추존) | 진종(眞宗)       | 효순왕후 (孝純王后)     | 휘정현숙효순왕후 (徽貞賢淑孝純王后) | 현빈(賢嬪) 효순빈(孝純嬪)                                                           | 풍양 조씨    | (추존)                                    | (추존)                             | 영릉(永陵)            |
| (추존) | 진종(眞宗)       | 효순소황후 (孝純昭皇后) | 휘정현숙효순소황후 (徽貞賢淑孝純昭皇后) | 현빈(賢嬪) 효순빈(孝純嬪)                                                           | 풍양 조씨    | (추존)                                    | (추존)                             | 영릉(永陵)            |
| (추존) | 장종(莊宗)       | 헌경왕후 (獻敬王后)     | 효강자희정선휘목유정 인철계성헌경왕후 (孝康慈禧貞宣徽穆裕靖 仁哲啓聖獻敬王后) | 혜빈(惠嬪) 헌경빈(獻敬嬪) 혜경궁(惠慶宮)                                            | 풍산 홍씨    | (추존)                                    | (추존)                             | 융릉(隆陵)            |
| (추존) | 장조(莊祖)       | 헌경의황후 (獻敬懿皇后) | 효강자희정선휘목유정 인철계성헌경의황후 (孝康慈禧貞宣徽穆裕靖 仁哲啓聖獻敬懿皇后) | 혜빈(惠嬪) 헌경빈(獻敬嬪) 혜경궁(惠慶宮)                                            | 풍산 홍씨    | (추존)                                    | (추존)                             | 융릉(隆陵)            |
| 22     | 정종(正宗)       | 효의왕후 (孝懿王后)     | 예경자수효의왕후 (睿敬慈粹孝懿王后) |                                                                                     | 청풍 김씨    | 1776년 3월 10일 (4월 27일)                | 1800년 7월 4일 (8월 23일)          | 건릉(健陵)            |
| 22     | 정조(正祖)       | 효의선황후 (孝懿宣皇后) | 장휘예경자수효의선황후 (莊徽睿敬慈粹孝懿宣皇后) |                                                                                     | 청풍 김씨    | 1776년 3월 10일 (4월 27일)                | 1800년 7월 4일 (8월 23일)          | 건릉(健陵)            |
| 23     | 순조(純祖)       | 순원왕후 (純元王后)     | 명경문인광성융희정렬선휘 영덕자헌현륜홍화신운 순원왕후 (明敬文仁光聖隆禧正烈宣徽 英德慈獻顯倫洪化神運 純元王后) | 명경왕대비(明敬王大妃) 문인광성대왕대비(文仁光聖大王大妃)                           | 신 안동 김씨 | 1802년 10월 13일 (11월 8일)               | 1834년 11월 18일 (12월 18일)       | 인릉(仁陵)            |
| 23     | 순조(純祖)       | 순원숙황후 (純元肅皇后) | 명경문인광성융희정렬선휘 영덕자헌현륜홍화신운수목 예성홍정순원숙황후 (明敬文仁光聖隆禧正烈宣徽 英德慈獻顯倫洪化神運粹穆 睿成弘定純元肅皇后) | 명경왕대비(明敬王大妃) 문인광성대왕대비(文仁光聖大王大妃)                           | 신 안동 김씨 | 1802년 10월 13일 (11월 8일)               | 1834년 11월 18일 (12월 18일)       | 인릉(仁陵)            |
| (추존) | 익종(翼宗)       | 신정왕후 (神貞王后)     | 효유헌성선경정인자혜홍덕 순화문광원성숙렬명수협천 신정왕후 (孝裕獻聖宣敬正仁慈惠弘德 純化文光元成肅烈明粹協天 神貞王后) | 효유왕대비(孝裕王大妃) 선경순화대왕대비(宣敬純化大王大妃)                           | 풍양 조씨    | (추존)                                    | (추존)                             | 수릉(綏陵)            |
| (추존) | 문조(文祖)       | 신정익황후 (神貞翼皇后) | 효유헌성선경정인자혜홍덕 순화문광원성숙렬명수협천 융목수령희강현정휘안흠륜 홍경태운창복희상의모예헌 돈장계지경훈철범신정익황후 (孝裕獻聖宣敬正仁慈惠弘德 純化文光元成肅烈明粹協天 隆穆壽寧禧康顯定徽安欽倫 洪慶泰運昌福熙祥懿謨睿憲 敦章啓祉景勳哲範神貞翼皇后) | 효유왕대비(孝裕王大妃) 선경순화대왕대비(宣敬純化大王大妃)                           | 풍양 조씨    | (추존)                                    | (추존)                             | 수릉(綏陵)            |
| 24     | 헌종(憲宗)       | 효현왕후 (孝顯王后)     | 단성수원효현왕후 (端聖粹元孝顯王后) |                                                                                     | 신 안동 김씨 | 1837년 3월 18일 (4월 22일)                | 1843년 8월 25일 (10월 18일)        | 경릉(景陵)            |
| 24     | 헌종(憲宗)       | 효현성황후 (孝顯成皇后) | 단성수원경혜정순효현성황후 (端聖粹元敬惠靖順孝顯成皇后) |                                                                                     | 신 안동 김씨 | 1837년 3월 18일 (4월 22일)                | 1843년 8월 25일 (10월 18일)        | 경릉(景陵)            |
| 24     | 헌종(憲宗)       | 효정왕후 (孝定王后)     | 명헌숙경예인정목홍성 장순정휘효정왕후 (明憲淑敬睿仁正穆弘聖 章純貞徽孝定王后) | 명헌대비(明憲大妃) 명헌왕대비(明憲王大妃) 명헌왕태후(明憲王太后) 명헌태후(明憲太后) | 남양 홍씨    | 1844년 10월 18일 (11월 27일)              | 1849년 6월 9일 (7월 28일)          | 경릉(景陵)            |
| 24     | 헌종(憲宗)       | 효정성황후 (孝定成皇后) | 명헌숙경예인정목홍성장순 정휘장소단희수현의헌강수 유령자온공안효정성황후 (明憲淑敬睿仁正穆弘聖章純 貞徽莊昭端禧粹顯懿獻康綏 裕寧慈溫恭安孝定成皇后) | 명헌대비(明憲大妃) 명헌왕대비(明憲王大妃) 명헌왕태후(明憲王太后) 명헌태후(明憲太后) | 남양 홍씨    | 1844년 10월 18일 (11월 27일)              | 1849년 6월 9일 (7월 28일)          | 경릉(景陵)            |
| 25     | 철종(哲宗)       | 철인왕후 (哲仁王后)     | 명순휘성정원수령철인왕후 (明純徽聖正元粹寧哲仁王后) | 명순대비(明純大妃)                                                                  | 신 안동 김씨 | 1851년 9월 25일 (11월 17일)               | 1863년 12월 13일 (1864년 1월 21일) | 예릉(睿陵)            |
| 25     | 철종(哲宗)       | 철인장황후 (哲仁章皇后) | 명순휘성정원수령경헌장목 철인장황후 (明純徽聖正元粹寧敬獻莊穆 哲仁章皇后) | 명순대비(明純大妃)                                                                  | 신 안동 김씨 | 1851년 9월 25일 (11월 17일)               | 1863년 12월 13일 (1864년 1월 21일) | 예릉(睿陵)            |
| 26     | 고종(高宗)       | 명성태황후 (明成太皇后) | 효자원성정화합천홍공성덕 제휘열목명성태황후 (孝慈元聖正化合天洪功誠德 齊徽烈穆明成太皇后) | 명성황후(明成皇后) 민비(閔妃)                                                       | 여흥 민씨    | 1866년 3월 20일 (5월 4일) <왕비>          | 1894년 12월 17일 (1895년 1월 12일) | 홍릉(洪陵)            |
| 26     | 고종(高宗)       | 명성태황후 (明成太皇后) | 효자원성정화합천홍공성덕 제휘열목명성태황후 (孝慈元聖正化合天洪功誠德 齊徽烈穆明成太皇后) | 명성황후(明成皇后) 민비(閔妃)                                                       | 여흥 민씨    | 1894년 12월 17일 (1895년 1월 12일) <왕후> | 1895년 8월 20일 (10월 8일)         | 홍릉(洪陵)            |
| 2      | 순종(純宗)       | 순명효황후 (純明孝皇后) | 경현성휘순명효황후 (敬顯成徽純明孝皇后) | 순명비(純明妃)                                                                      | 여흥 민씨    | (추존)                                    | 유릉(裕陵)                         |                       |
| 2      | 순종(純宗)       | 순정효황후 (純貞孝皇后) | 헌의자인순정효황후 (獻儀慈仁純貞孝皇后) | 이왕비(李王妃) 이왕대비(李王大妃)                                                   | 해평 윤씨    | 1907년 7월 23일                           | 유릉(裕陵)                         |                       |
| 2      | 순종(純宗)       | 순정효황후 (純貞孝皇后) | 헌의자인순정효황후 (獻儀慈仁純貞孝皇后) | 이왕비(李王妃) 이왕대비(李王大妃)                                                   | 해평 윤씨    | 1910년 8월 22일                           | 유릉(裕陵)                         |                       |

## 역대 왕대비
다음은 조선의 왕대비를 나열한 것이다.

## 기타
- 신 안동 김씨(新 安東 金氏)는 조선의 삼왕후(三王后)를 배출하였다.
- 조선의 제10대 왕인 연산군(燕山君)은 자신의 생모인 폐비 윤씨(廢妃 尹氏)를 추존하여 시호를 제헌왕후(齊獻王后)라 하고 그 묘에 회릉(懷陵)의 능호를 붙인 적이 있다. 그러나 중종반정으로 연산군이 쫓겨나 폐비의 시호는 삭탈, 회릉은 회묘(懷墓)로 강봉되어 원상복구됐다.
- 조선의 제15대 왕인 광해군(光海君)은 1610년(광해군 2년) 음력 3월 29일 자신의 생모인 공빈 김씨(恭嬪 金氏)를 추존하여 시호를 자숙단인공성왕후(慈淑端仁恭聖王后, 공성왕후)라 하고 그 묘에 성릉(成陵)의 능호를 붙인 적이 있다[5]. 그러나 인조 반정이 일어나면서 공빈의 왕후 시호는 모두 삭탈되면서 원래의 위치로 되돌아갔다[6].

## 같이 보기
- 조선의 역대 왕세자빈
- 조선의 역대 왕대비
- 조선의 역대 국왕